# Максименко, Михаил Иванович
Михаил Иванович Максименко (12 июля 1973, Ленинград — 21 ноября 2023, Лефортовская тюрьма) — полковник юстиции, бывший глава Главного управления собственной безопасности Следственного комитета России, участник коррупционного скандала в СКР, осуждён в 2018 году по одному делу с генералами Никандровым и Дрымановым к длительному сроку заключения в колонии строгого режима за взятку от преступного авторитета Шакро Молодого. По мнению следствия, являлся лидером преступной группы.

## Биография
Родился 12 июля 1973 года в Ленинграде.

### Уголовное дело и самоубийство
Максименко являлся одним из основных фигурантов дела о перестрелке на Рочдельской улице c первых дней расследования. Разработку высокопоставленных силовиков вели больше полугода. Для закрепления вины Максименко и его сообщников сотрудники управления «М» (отдел по борьбе с коррупцией в правоохранительных органах) ФСБ России установили в кабинете Максименко подслушивающее устройство в подаренный полковнику самовар.
Максименко был арестован 19 июля 2016 года вместе с другими высокопоставленными офицерами СКР — своим заместителем Александром Ламоновым и заместителем начальника главного следственного управления СКР по Москве Денисом Никандровым. Они подозревались в получении взятки в размере миллиона долларов за помощь вору в законе Захарию Калашову. Мосгорсуд приговорил Максименко к 13 годам колонии строгого режима и штрафу в размере 165 млн руб.
Известно, что в Лефортово он был изолирован, сам Максименко считал, что его травят намеренно.
Своей вины офицер не признал. По словам Максименко, у него вызвало подозрение то, что после расстрела людей у ресторана бывший сотрудник ФСБ адвокат Эдуард Буданцев оказался под домашним арестом, якобы именно поэтому он стал интересоваться этим делом на предмет коррупционной составляющей со стороны сотрудников СК.
Его начальник и друг Бастрыкин публично, с первых дней расследования, определил этих «так называемых коллег», среди которых Максименко был главной фигурой, предателями и взяточниками.
21 ноября 2023 года покончил жизнь самоубийством. Тело Максименко нашли в помещении психиатрической больницы, в которой он проходил лечение после попытки суицида.